# Borstbeeld van dokter Mac Donald
Het borstbeeld van dokter Mac Donald stond sinds 1971 boven op een hoge sokkel op de hoek van de Tourtonnelaan en Koninginnestraat. 
Het beeld was geplaatst ter herinnering aan de in 1961 overleden dokter Henk Mac Donald.
Henry Aurelio Leo (Henk) Mac Donald was als huisarts populair om hoe hij met de mensen omging. Hij stuurde mensen nooit terug naar huis, hoe vol het ook was in zijn wachtkamer. Hij accepteerde ook kippen, groenten en fruit als betaling voor zijn behandeling. Daarnaast was hij de oprichter en contrabassist van de band Mac Beaters. Hij werd daarom ook wel baseman genoemd.
Met zijn drie bandleden reed hij op 12 november 1961 in zijn Ford Thunderbird van Biliton (Onverdacht, Para) terug naar Paramaribo. Mac Donald dronk niet en het had hem moeite gekost om zijn bandleden mee te krijgen naar huis. Hij reed veel te hard op een slecht verlichte weg en kwam in de vroege ochtend om half zes in botsing met een bus van lijn 76. Zijn bandleden hadden slechts lichte verwondingen. Zelf werd hij zwaargewond met een ambulance naar 's Lands Hospitaal vervoerd en overleed onderweg.
Al binnen enkele weken werd geld ingezameld om zijn nagedachtenis levend te houden. Het duurde echter nog tot 22 december 1971 tot de onthulling plaatsvond. Dit gebeurde in aanwezigheid van André Kamperveen, sportman en lid van de Staten van Suriname, en mededokter H.C. van Ommeren. Beide waren bestuurslid van het Comité Dr. H. Mac Donaldfonds. In de jaren 1990 werd het bronzen beeld gestolen. De sokkel en de bankjes zijn in de decennia erna blijven staan.